# 19173 Virginiaterése
(19173) Virginiaterése, denumire internațională (19173) Virginiaterese, este un asteroid din centura principală de asteroizi.

## Descriere
19173 Virginiaterése este un asteroid din centura principală de asteroizi. A fost descoperit pe 15 aprilie 1991 la Observatorul Palomar de Carolyn S. Shoemaker și Eugene M. Shoemaker. Asteroidul prezintă o orbită caracterizată de o semiaxă mare de 2,43 ua, o excentricitate de 0,20 și o înclinație de 14,2° în raport cu ecliptica.